# Стрижак Андрій Віталійович
Андрій Віталійович Стрижак (нар. 22 жовтня 1999, м. Нововолинськ, Волинська область, Україна) — український футболіст, півзахисник хорватського клубу «Меджимур'є».

## Життєпис
Вихованець молодіжної академії київського «Динамо». У 2012–2016 роках виступав за «динамівців» у чемпіонаті ДЮФЛУ. В сезоні 2016/17 в Юнацькому чемпіонаті України U-19 захищав кольори іншого столичного клубу, «Арсеналу» (17 матчів, 1 гол). У сезоні 2017/18 виступав у Юнацькому чемпіонаті за донецький «Шахтар» (16 матчів, 2 голи).
Напередодні початку сезону 2018/19 перейшов до складу новачка УПЛ, «Арсеналу». 20 липня 2018 року потрапив до заявки «Арсеналу» на сезон в УПЛ. Дебютував у складі київського клубу 22 липня 2018 року в програному (0:2) домашньому поєдинку 1-го туру чемпіонату проти ФК «Львів». Андрій вийшов на поле в стартовому складі та відіграв увесь матч. Усього за сезон провів 5 матчів у Прем'єр-лізі. Після вильоту «Арсеналу» з УПЛ та розформування команди отримав статус вільного агента.
Напередодні старту сезону 2019/20 приєднався до «Ворскли». У футболці полтавського клубу дебютував 17 серпня 2019 року в нічийному (1:1) домашньому поєдинку 4-го туру УПЛ проти «Дніпра-1». Стрижак вийшов на поле на 46-й хвилині, замінивши Луїзау. Загалом за полтавчан Стрижак зіграв 5 матчів у Прем'єр-лізі.
У липні 2020 року перейшов у першоліговий «Чорноморець» (Одеса). У другій половині 2020 року виступав за інший клуб Першої ліги, «Гірник-Спорт». Провів за цей клуб по одному матчу в чемпіонаті та Кубку України.
У лютому 2021 року став гравцем харківського «Металу», який у червні того ж року було перейменовано на «Металіст».

## Титули і досягнення
- Володар Кубка Азербайджану з футболу (1):

«Габала»: 2022/23